# Parascorpaena bandanensis
Parascorpaena bandanensis är en fiskart som först beskrevs av Bleeker, 1851.  Parascorpaena bandanensis ingår i släktet Parascorpaena och familjen Scorpaenidae. Inga underarter finns listade i Catalogue of Life.